# Monika Lundi
Monika Stetter-Lundi (* 6. Januar 1941 in Berlin; † 26. Februar 2025 in München) war eine deutsche Schauspielerin.

## Leben
Lundi wuchs in einem Waisenhaus in Berlin auf. Sie besuchte eine Haushaltsschule und absolvierte eine Ausbildung zur Grafikerin an der Hochschule für Bildende Künste in Berlin. Sie betätigte sich als Fotomodell und erschien am 29. November 1967 auf der Titelseite der Illustrierten Quick. Nach einigen kleinen Film- und Fernsehauftritten erhielt Lundi Ende 1968 die Hauptrolle in der Filmkomödie Das Go-Go-Girl vom Blow-Up. Bekannt wurde sie dem Fernsehpublikum durch die elfteilige Serie Von Liebe keine Rede. Im Jahr 1972 war sie Roy Blacks Partnerin in dem Heimatfilm Grün ist die Heide. 1973 wurde sie mit dem bronzenen Bravo Otto ausgezeichnet und war im selben Jahr Hauptdarstellerin in dem Fernsehfilm Sternschnuppe, in dem sie auch das Lied Lass die Sterne, wo sie sind sang.
Lundi heiratete 1973 in Dänemark den Schauspieler Horst Janson; die Ehe wurde 1976 geschieden. Mit ihm nahm sie 1975 die Schallplatte Wir wollen es haben auf, die von Michael Kunze produzierte deutsche Version von Having My Baby von Paul Anka. 
1979/80 sorgte Lundi für Aufsehen, als sie ihren Kollegen Burkhard Driest während eines Schauspielkurses in Santa Monica wegen Vergewaltigung anzeigte. Driest wurde wegen Körperverletzung zu einer Geldstrafe von 500 Dollar verurteilt.
Lundi war später vor allem in Episoden von Fernsehreihen und -serien wie Tatort, Ein Fall für Zwei und Marienhof zu sehen. Darüber hinaus arbeitete sie als Hörbuchsprecherin.
Nach Janson war sie mit dem Regisseur Hartmut Griesmayr und von 1989 bis zu dessen Tod 2019 mit dem Schauspieler Hans Stetter verheiratet. Lundi starb im Februar 2025 im Alter von 84 Jahren.

## Filmografie (Auswahl)
- 1968: Zuckerbrot und Peitsche
- 1968: Mord in Frankfurt
- 1968: Bengelchen liebt kreuz und quer
- 1968: Babeck (TV-Dreiteiler)
- 1968: Sie schreiben mit (Fernsehserie, Folge: Dafür gibt's kein Rezept)
- 1969: Die Kramer (Fernsehserie, 2 Folgen)
- 1969: Salto Mortale (Fernsehserie, Episode: Gastspiel in Hamburg)
- 1969: Das Go-Go-Girl vom Blow-Up
- 1970: Der Kommissar (Fernsehserie, Folge: Dr. Meinhardts trauriges Ende)
- 1970: Otto, der Klavierstimmer
- 1971: Von Liebe keine Rede (Fernsehserie)
- 1971: Der Kapitän
- 1972: Sternschnuppe
- 1972: Grün ist die Heide
- 1973: … aber Jonny!
- 1973: Der Bastian (Fernsehserie)
- 1973: Crazy – total verrückt
- 1974: Ein toter Taucher nimmt kein Gold
- 1975: Münchner Geschichten (Fernsehserie, Folge: Maulhelden)
- 1976: Weder Tag noch Stunde
- 1976: Notwehr
- 1978: Wie würden Sie entscheiden? (Fernsehserie, 1 Folge)
- 1979: Fallstudien
- 1979: Der Millionenbauer (Fernsehserie, 1 Folge)
- 1980: Das Ziel
- 1981: Ein zauberhaftes Biest (Fernsehserie, 1 Folge)
- 1982: Tatort: Kindergeld (Fernsehreihe)
- 1983: Die Rückkehr der Träume
- 1983:  Auf Achse (Fernsehserie, Folge: Goldsucher in Lappland)
- 1983: Ein Fall für Zwei – Tödliches Viereck (Fernsehreihe)
- 1984: Die Krimistunde (Fernsehserie, Folge: Ich spiel Sie an die Wand)
- 1990: Liebesgeschichten (Fernsehserie)
- 1990: Pension Corona (Fernsehserie)
- 1990: Cop & Co
- 1990: Die glückliche Familie (Fernsehserie, 1 Folge)
- 1992: Marienhof (Fernsehserie, 2 Folgen)
- 1994: SOKO München (Fernsehserie, Folge: Potemkin läßt grüßen)
- 1995–2001: Alle meine Töchter (Fernsehserie)
- 1996: Der Bulle von Tölz: Tod am Altar (Fernsehreihe)
- 1997: Alphateam – Die Lebensretter im OP (Fernsehserie, 1 Folge)
- 1999: Pumuckls Abenteuer (Fernsehserie, 1 Folge)
- 2002: Rosa Roth – Geschlossene Gesellschaft (Fernsehreihe)